# مالشوو
مالشوو (به چکی: Malešov) یک منطقهٔ مسکونی در جمهوری چک است که در ناحیه کوتنا هورا واقع شده‌است. مالشوو ۹۸۱ نفر جمعیت دارد.